# Kvalifikace na Mistrovství Evropy ve fotbale 2012
Kvalifikace na Mistrovství Evropy ve fotbale 2012 se zúčastnilo 51 národních fotbalových týmů, členů UEFA. První zápasy kvalifikace se uskutečnily 3. září 2010, kvalifikace byla ukončena posledními zápasy 15. listopadu 2011. Hostitelské země Polsko a Ukrajina postoupily bez kvalifikace.
Losování pro rozdělení do kvalifikačních skupin proběhlo 7. února 2010 v Paláci kultury ve Varšavě.

## Systém kvalifikace
Celkem 51 týmů bylo rozlosováno do devíti skupin po šesti, resp. pěti týmech. Ve skupinách se utkal každý s každým doma a venku. Vítězové skupin postoupili přímo na závěrečný turnaj. Týmy na druhých místech byly seřazeny do žebříčku, do kterého se nepočítaly zápasy se šestým týmem dané skupiny (aby nebyly pětičlenné skupiny znevýhodněny). Nejlepší tým tohoto žebříčku postoupil také přímo. Zbylých 8 týmů na druhých místech bylo rozlosováno do dvojic a sehrálo baráž o zbylé čtyři místenky na závěrečném turnaji.

## Kritéria při rovnosti bodů
Pokud dva nebo více týmů měly po skončení kvalifikačních zápasů stejný počet bodů, bude rozhodovalo se podle následujících kritérií:
1. vyšší počet bodů získaných ve skupině v zápasech týmů mezi kterými se rozhoduje
2. brankový rozdíl ze zápasů ve skupině mezi týmy o kterých se rozhoduje
3. vyšší počet vstřelených gólů týmů mezi kterými se rozhoduje
4. vyšší počet vstřelených gólů v zápasech venku týmů mezi kterými se rozhoduje

Pokud po použití 1. až 4. kritéria mělo dva nebo více týmů stále stejné pořadí, rozhodovalo 5. a 6. kritérium:
1. výsledek všech zápasů ve skupině:
  1. vyšší brankový rozdíl
  2. větší počet vstřelených gólů
  3. větší počet vstřelených gólů v zápasech venku
  4. pořadí v soutěži fair play
2. los

## Kvalifikační skupiny

### Skupina A
| Tým         | Z  | V  | R | P | GV | GI | +/- | B  |
| ----------- | -- | -- | - | - | -- | -- | --- | -- |
| Německo     | 10 | 10 | 0 | 0 | 34 | 7  | +27 | 30 |
| Turecko     | 10 | 5  | 2 | 3 | 13 | 11 | +2  | 17 |
| Belgie      | 10 | 4  | 3 | 3 | 21 | 15 | +6  | 15 |
| Rakousko    | 10 | 3  | 3 | 4 | 16 | 17 | -1  | 12 |
| Ázerbájdžán | 10 | 2  | 1 | 7 | 10 | 26 | -16 | 7  |
| Kazachstán  | 10 | 1  | 1 | 8 | 6  | 24 | -18 | 4  |

### Skupina B
| Tým       | Z  | V | R | P  | GV | GI | +/- | B  |
| --------- | -- | - | - | -- | -- | -- | --- | -- |
| Rusko     | 10 | 7 | 2 | 1  | 17 | 4  | +13 | 23 |
| Irsko     | 10 | 6 | 3 | 1  | 15 | 7  | +8  | 21 |
| Arménie   | 10 | 5 | 2 | 3  | 22 | 10 | +12 | 17 |
| Slovensko | 10 | 4 | 3 | 3  | 7  | 10 | –3  | 15 |
| Makedonie | 10 | 2 | 2 | 6  | 8  | 14 | -6  | 8  |
| Andorra   | 10 | 0 | 0 | 10 | 1  | 25 | -24 | 0  |

### Skupina C
| Tým             | Z  | V | R | P | GV | GI | +/- | B  |
| --------------- | -- | - | - | - | -- | -- | --- | -- |
| Itálie          | 10 | 8 | 2 | 0 | 20 | 2  | +18 | 26 |
| Estonsko        | 10 | 5 | 1 | 4 | 15 | 14 | +1  | 16 |
| Srbsko          | 10 | 4 | 3 | 3 | 13 | 12 | +1  | 15 |
| Slovinsko       | 10 | 4 | 2 | 4 | 11 | 7  | +4  | 14 |
| Severní Irsko   | 10 | 2 | 3 | 5 | 9  | 13 | -4  | 9  |
| Faerské ostrovy | 10 | 1 | 1 | 8 | 6  | 26 | -20 | 4  |

### Skupina D
| Tým                 | Z  | V | R | P | GV | GI | +/- | B  |
| ------------------- | -- | - | - | - | -- | -- | --- | -- |
| Francie             | 10 | 6 | 3 | 1 | 15 | 4  | +11 | 21 |
| Bosna a Hercegovina | 10 | 6 | 2 | 2 | 17 | 8  | +9  | 20 |
| Rumunsko            | 10 | 3 | 5 | 2 | 13 | 9  | +4  | 14 |
| Bělorusko           | 10 | 3 | 4 | 3 | 8  | 7  | +1  | 13 |
| Albánie             | 10 | 2 | 3 | 5 | 7  | 14 | -7  | 9  |
| Lucembursko         | 10 | 1 | 1 | 8 | 3  | 21 | -18 | 4  |

### Skupina E
| Tým        | Z  | V | R | P  | GV | GI | +/- | B  |
| ---------- | -- | - | - | -- | -- | -- | --- | -- |
| Nizozemsko | 10 | 9 | 0 | 1  | 37 | 8  | +29 | 27 |
| Švédsko    | 10 | 8 | 0 | 2  | 31 | 11 | +20 | 24 |
| Maďarsko   | 10 | 6 | 1 | 3  | 22 | 14 | +8  | 19 |
| Finsko     | 10 | 3 | 1 | 6  | 16 | 16 | 0   | 10 |
| Moldavsko  | 10 | 3 | 0 | 7  | 12 | 16 | -4  | 9  |
| San Marino | 10 | 0 | 0 | 10 | 0  | 53 | -53 | 0  |

- Švédsko se v žebříčku týmů na druhých místech umístilo na prvním místě a postoupilo tak přímo na mistrovství.

### Skupina F
| Tým        | Z  | V | R | P | GV | GI | +/- | B  |
| ---------- | -- | - | - | - | -- | -- | --- | -- |
| Řecko      | 10 | 7 | 3 | 0 | 14 | 5  | +9  | 24 |
| Chorvatsko | 10 | 7 | 1 | 2 | 18 | 7  | +11 | 22 |
| Izrael     | 10 | 5 | 1 | 4 | 13 | 11 | +2  | 16 |
| Lotyšsko   | 10 | 3 | 2 | 5 | 9  | 12 | -3  | 11 |
| Gruzie     | 10 | 2 | 4 | 4 | 7  | 9  | -2  | 10 |
| Malta      | 10 | 0 | 1 | 9 | 4  | 21 | -17 | 1  |

### Skupina G
| Tým        | Z | V | R | P | GV | GI | +/- | B  |
| ---------- | - | - | - | - | -- | -- | --- | -- |
| Anglie     | 8 | 5 | 3 | 0 | 17 | 5  | +12 | 18 |
| Černá Hora | 8 | 3 | 3 | 2 | 7  | 7  | 0   | 12 |
| Švýcarsko  | 8 | 3 | 2 | 3 | 12 | 10 | +2  | 11 |
| Wales      | 8 | 3 | 0 | 5 | 6  | 10 | -4  | 9  |
| Bulharsko  | 8 | 1 | 2 | 5 | 3  | 13 | -10 | 5  |

### Skupina H
| Tým         | Z | V | R | P | GV | GI | +/- | B  |
| ----------- | - | - | - | - | -- | -- | --- | -- |
| Dánsko      | 8 | 6 | 1 | 1 | 15 | 6  | +9  | 19 |
| Portugalsko | 8 | 5 | 1 | 2 | 21 | 12 | +9  | 16 |
| Norsko      | 8 | 5 | 1 | 2 | 10 | 7  | +3  | 16 |
| Island      | 8 | 1 | 1 | 6 | 6  | 14 | -8  | 4  |
| Kypr        | 8 | 0 | 2 | 6 | 7  | 20 | -13 | 2  |

### Skupina I
| Tým             | Z | V | R | P | GV | GI | +/- | B  |
| --------------- | - | - | - | - | -- | -- | --- | -- |
| Španělsko       | 8 | 8 | 0 | 0 | 26 | 6  | +20 | 24 |
| Česko           | 8 | 4 | 1 | 3 | 12 | 8  | +4  | 13 |
| Skotsko         | 8 | 3 | 2 | 3 | 9  | 10 | -1  | 11 |
| Litva           | 8 | 1 | 2 | 5 | 4  | 13 | -9  | 5  |
| Lichtenštejnsko | 8 | 1 | 1 | 6 | 3  | 17 | -14 | 4  |

## Baráž
Nejlepší tým na druhých místech postoupil přímo na závěrečný turnaj, zatímco zbylá osmička týmů na druhých místech hrála baráž. Do žebříčku týmů na druhých místech se nepočítaly výsledky se šestými týmy v dané skupině, aby nebyly pětičlenné skupiny znevýhodněny.

### Žebříček týmů na druhých místech
| Sk. | Tým                 | Z | V | R | P | VG | IG | +/- | Ven. G. | B  |
| --- | ------------------- | - | - | - | - | -- | -- | --- | ------- | -- |
| E   | Švédsko             |   | 6 | 0 | 2 | 20 | 11 | +9  | 8       | 18 |
| H   | Portugalsko         |   | 5 | 1 | 2 | 21 | 12 | +9  | 8       | 16 |
| F   | Chorvatsko          |   | 5 | 1 | 2 | 12 | 6  | +6  | 5       | 16 |
| B   | Irsko               |   | 4 | 3 | 1 | 10 | 6  | +4  | 4       | 15 |
| D   | Bosna a Hercegovina |   | 4 | 2 | 2 | 9  | 8  | +1  | 4       | 14 |
| I   | Česko               |   | 4 | 1 | 3 | 12 | 8  | +4  | 9       | 13 |
| C   | Estonsko            |   | 4 | 1 | 3 | 13 | 11 | +2  | 7       | 13 |
| G   | Černá Hora          |   | 3 | 3 | 2 | 7  | 7  | 0   | 2       | 12 |
| A   | Turecko             |   | 3 | 2 | 3 | 8  | 10 | –2  | 1       | 11 |

- Švédsko postoupilo přímo na Mistrovství Evropy ve fotbale 2012 jako nejlepší tým na druhých místech. Zbylé týmy na druhých místech hrály baráž.

### Zápasy
Úvodní zápasy se hrály 11. listopadu, zatímco odvety 15. listopadu 2011.
| Domácí v 1. zápase  | Celkem | Hosté v 1. zápase | 1. zápas | 2. zápas |
| ------------------- | ------ | ----------------- | -------- | -------- |
| Turecko             | 0–3    | Chorvatsko        | 0–3      | 0–0      |
| Estonsko            | 1–5    | Irsko             | 0–4      | 1–1      |
| Česko               | 3–0    | Černá Hora        | 2–0      | 1–0      |
| Bosna a Hercegovina | 2–6    | Portugalsko       | 0–0      | 2–6      |